# Arharai járás
Az Arharai járás (oroszul Архаринский район) Oroszország egyik járása az Amuri területen. Székhelye Arhara.

## Népesség
- 1989-ben 27 537 lakosa volt.
- 2002-ben 21 068 lakosa volt.
- 2010-ben 17 189 lakosa volt.